# یورو چلنج
یورو چلنج (انگلیسی: EuroChallenge) یکی از تورنمت‌های بسکتبال فیبا اروپا است که سالانه توسط فیبا اروپا برگزار می‌شود. یورو چلنج از نظر اعتبار در درجه ما بین دو و سه محسوب می‌شود.